# La Asunción de María (Santo Domingo el Antiguo)
La Asunción de María es el principal lienzo realizado por el Greco para el retablo mayor, dentro del conjunto de Retablos de Santo Domingo el Antiguo, en Toledo. Esta importante pintura fue vendida y reemplazada por una copia, obra del pintor neoclásico José Aparicio. Consta con el número 1 en el catálogo razonado realizado por Harold Wethey, especializado en el Greco.

## Análisis de la obra

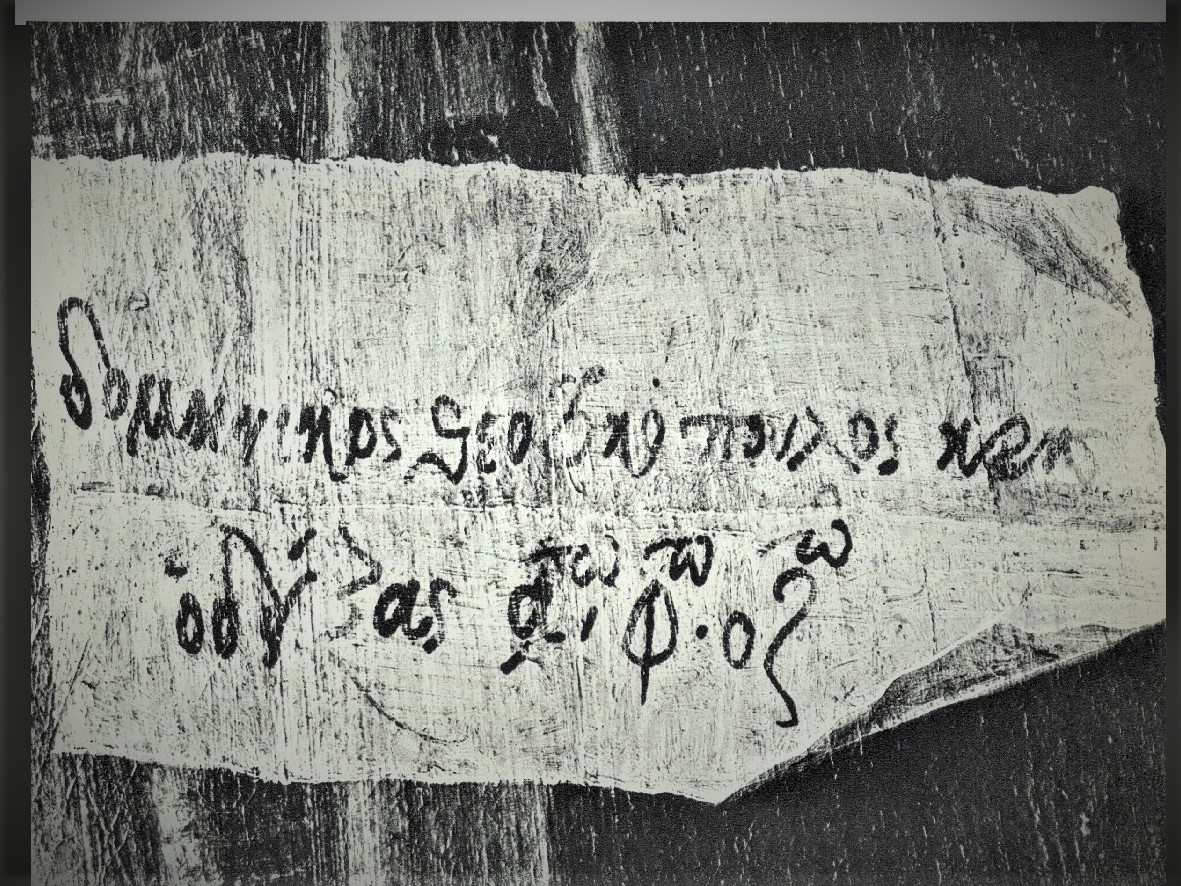
Tanto la firma como la fecha (1577) están expresadas en letras griegas.

- Está firmada, y es la única obra conocida del Greco -de su etapa española- que está fechada. Tanto la firma como la fecha, en letras griegas en cursiva, figuran en el papel de la esquina inferior derecha: δομηνικος Θεοτοκιπουλνς Κρης ο δειζας ,αφοζ΄ (1577, en caracteres griegos).[3] Según Cossío, el Greco añade la fecha en otra pintura de esta etapa, pero sin citar cual es dicha obra.[4]

- Pintura al óleo sobre lienzo;
- Dimensiones: 403,2 x 211,8 cm;
- Una investigación técnica reveló que se había añadido una tira de lienzo de 15 centímetros a cada lado.[5]

A menudo se ha mencionado como referente La Asunción de la Virgen (Tiziano), pero dicha obra es más un simple antecedente que un verdadero modelo, ya que su relación con la presente pintura se limita casi únicamente al movimiento helicoidal de la Virgen María, y a la división del lienzo en una escena terrenal y otra celestial, que están muy próximas. En la parte inferior, vemos parte del sepulcro, representado oblicuamente. A la derecha, Santiago el Mayor, arrodillado, eleva la mirada al Cielo, ante la llamada de san Pablo, y también vemos a Simón Pedro y a otros apóstoles. A la izquierda, un joven apóstol, que debe ser Juan Evangelista, ocupa casi todo el espacio, levanta su mano derecha abierta hacia el Cielo, en un gesto que el Greco utilizará muchas veces para mostrar la presencia de Dios. Los otros apóstoles expresan una amplia gama de emociones.
La Virgen María asciende sostenida por la luna creciente y rodeada de ángeles. La forma en que abre los brazos, su rostro grave y mirada dolorida, muestran su papel como corredentora de la Humanidad, y sugieren que está presenciando la escena representada en la obra del ático: La Trinidad.
Hay rasgos manieristas en la falta de profundidad del espacio, y en la agitación de los personajes, algunos de cuyos cuerpos se proyectan hacia el espectador, pero el color recuerda la escuela veneciana. La túnica amarilla y los paños rosados de Juan Evangelista contrastan con los intensos verdes de los personajes detrás de él. En la parte inferior derecha, san Pablo, con el brazo derecho levantado, lleva indumentaria castaño oscura y dorada, mientras que el vestido de san Pedro es azul-grisáceo y amarillo. Detrás de él, el apóstol de la derecha -de color verde brillante con mangas rojas- completa la zona más colorida de la parte terrenal. En el lado celeste predominan los colores delicados, en contraste con el azul profundo que viste María sobre la túnica rosa. La técnica del acabado pictórico y el generoso uso de los reflejos blancos, derivan de Tiziano.
Gudiol destaca en esta obra el horror vacui, introduciendo el máximo número de figuras, y suprimiendo los espacios vacíos entre ellas. Los elementos ambientales son el mínimo (el sepulcro vacío). El dibujo impecable y el modelado vigoroso y realista se reafirman con una pincelada libre, un gran conocimiento de la forma y efectos visuales de las superposiciones cromáticas, logrando un equilibrio perfecto de tono, profundidad y color. Tanto los ángeles en la parte superior como los personajes de la parte terrenal, provienen de modelos vivos, con una rica gama de actitudes, escorzos e inflexiones. En esta parte superior de la pintura, el Greco logra equilibra la belleza figurativa con los valores de color. En la parte inferior, las figuras son mayores que el tamaño natural, quizás por un deseo de una exacta y vivaz plasmación tipológica. Salvo en un caso, estos personajes no dialogan entre sí, estando enlazados de una forma más estética que humanamente.

### Situación original dentro del conjunto
- Ocupaba toda la calle central del retablo mayor.

## Procedencia
Actualmente forma parte de la colección del Instituto de Arte de Chicago. Su procedencia está descrita en el siguiente enlace: